# Kyriakí Liósi
Kyriakí Liósi (en grec moderne : Κυριακή Λιόση), née le 10 juillet 1972 à Athènes, est une joueuse de water-polo internationale grecque. Elle remporte la médaille d'argent lors Jeux olympiques d'été de 2004 ainsi que le championnat du monde 2011 avec l'équipe de Grèce.

## Palmarès

### En sélection
- Grèce
  - Jeux olympiques :
    - Médaille d'argent : 2004.

  - Championnat du monde :
    - Vainqueur : 2011.

  - Ligue mondiale :
    - Vainqueur : 2005